# Zeta

Litera grecească Zeta, majusculă și minusculă

Zeta (majusculă Z, literă mică ζ, în greacă ζήτα, „zeta”) este a șasea literă a alfabetului grec.
În sistemul de numerație alfabetică greacă avea valoarea 7. Zeta provine din litera feniciană  (zayin). Din litera Zeta au derivat ulterior litera Z din alfabetul latin și litera З din alfabetul chirilic.